# Mohamed Awal
Mohamed Awal (Accra, 1 de maio de 1988) é um futebolista profissional ganês que atua como defensor.

## Carreira
Mohamed Awal fez parte do elenco da Seleção Ganesa de Futebol na Campeonato Africano das Nações de 2015.

## Títulos
Gana
- Campeonato Africano das Nações: 2015 2º Lugar.